# Alexeï Ivanov
Œuvres principales
- Le Géographe a bu son globe[1]
- Le Cœur de la parma

Alexeï Viktorovitch Ivanov (en russe : Алексей Викторович Иванов), né le 23 novembre 1969 à Gorki, est un écrivain soviétique puis russe.

## Biographie
Alexeï Ivanov nait le 23 novembre 1969 à Gorki (actuelle Nijni Novgorod), dans une famille d'ingénieurs architectes navals. Ils s'installent à Perm en 1971.
À la fin de ses études secondaires, en 1987, Alexeï s'inscrit à l'université d'État de l'Oural (OURGuOU, en russe : УрГУ, Уральский Государственный Университет), située à Sverdlovsk. Il y intègre la faculté de journalisme, cursus qu'il quitte l'année suivante. Il se réinscrit à l'OURGuOU en 1990, cette fois en faculté des arts et de la culturologie. Il obtient son  diplôme en 1996, dans la spécialité des arts.
C'est en 1990 qu'Alexeï publie son premier récit, l'histoire fantastique intitulée La chasse à la Grande Ourse, dans la revue Le trappeur de l'Oural.
De retour à Perm, il exerce différents métiers: gardien, maître d'école, journaliste, professeur d'université, guide touristique, ce qui développe sa passion pour l'histoire de Perm et de sa région.
Il reprend la plume et, grâce à son roman historique Le cœur de la parma, connait la notoriété (parma est le mot komi désignant la taïga). Lors de l'écriture du roman, l'écrivain participe à la création d'un musée ethnographique des arts de la région, à destination des enfants. Il est aussi l'instigateur du festival ethno-futuriste qui se tient de 2006 à 2009 dans la région de Perm, « le festival du cœur de la parma ».
Alexeï Ivanov est nommé à trois reprises pour le prix du « Best-seller national ». Il est lauréat du prix littéraire « Dmitri Narkissovitch Mamine-Sibiriak » en 2003, il remporte trois prix en 2004 : « Eurêka ! », « Start » et le prix « Pavel Petrovitch Bajov », ainsi qu'en 2006 : « Livre de l'Année », « Portail » et « Le faune marmoréen ».
En 2014, Alexeï Ivanov est l'auteur de la dictée pour le projet « La dictée totale ».

### Romans
- 1992 — Campus-en-Sang
- 1995 — Le géographe a bu son globe (Географ глобус пропил) - Fayard  (ISBN 978-221363273-5))
- 2003 — Le cœur de la parma ou Tcherdyne princesse des montagnes
- 2005 — L'Or de la révolte ou En descendant les gorges de la rivière
- 2009 — La chronologie de Jean[3]
- 2011 — Cynocéphale (sous le pseudonyme d'Alexeï Mavrine)
- 2012 — Community
- 2021 — Le Dernier Afghan (Ненастье) - Rivages  (ISBN 978-274365461-0))

### Nouvelles
- 1989 — Vaisseaux et galaxie
- 1989 — Terre, gare de triage
- 1989 — La chasse à la « Grande Ourse »
- 1989 — Le vainqueur de la queue de cheval

### Documentaires
- 2004 — En descendant les gorges de la rivière (essai sur l'histoire de Perm et ses environs)
- 2005 — La caravane de fer
- 2007 — Message : Tchoussovaïa
- 2008 — La matrice de l'Oural
- 2009 — L'épine dorsale de la Russie
- 2009 — Le chemin de la Licorne (essai sur la ville de Lysva et son complexe sidérurgique)
- 2012 — Voir la rébellion russe
- 2013 — Civilisation minière (commande du ministère de la culture de l'oblast de Sverdlovsk)
- 2014 — Ïobourg[4]

### Scénarios
- 2008 — Tsar
- 2009 — L'épine dorsale de la Russie

## Productions
Les droits du roman Le géographe a bu son globe ont été cédés à une cinquantaine de théâtres en Russie, pour une adaptation à la scène.

## Adaptations à l'écran
En 2006, la société de production « Central Partnership » annonce son projet d'adaptation cinématographique du roman Le cœur de Parme. Alexeï Sidorov, réalisateur de la populaire série télévisée Brigade, est pressenti pour en être le metteur en scène. Mais le projet est abandonné en 2008.
À la fin de l'année 2009, les étudiants du GITIS, sous la direction d'Oleg Koudriachov, mettent en scène le spectacle intitulé Histoire d'un mammouth, d'après le roman Le géographe a bu son globe.
Le documentaire L'épine dorsale de la Russie, consacré à l'histoire de l'Oural, est réalisé par Léonid Parfionov et Alexeï Ivanov en 2010.
Les droits cinématographiques de L'Or de la révolte et Campus-en-Sang sont également signés.

### «Le géographe a bu son globe»
Le tournage du film, tiré du roman éponyme, débute le 2 novembre 2011 à Perm. Alexandre Veledinski en est le réalisateur, le producteur est Valeri Todorovski. Le rôle principal, celui du professeur Sloujkine, échoit à Constantin Khabenski.
La première phase du tournage prend fin le 18 novembre 2011. Après un passage par Moscou, la dernière phase s'achève dans la région de Perm, le 20 mai 2012.
La première du film se tient à la XXIVe cérémonie du festival Kinotaure de Sotchi. Le film est plusieurs fois primé et se voit également décerner le Grand prix du festival.